# Кобров, Ислан Ишматович
Ислан Ишматович Кобров (7 сентября 1925 — 29 сентября 2019) — советский военный деятель, полковник в отставке.

## Биография
Родился 7 сентября 1925 года в селе Кузналь Вотской автономной области. 
Участник Великой Отечественной войны. В декабре 1942 года был призван в Красную армию рядовым, воевал в артиллерии. Свой первый орден Славы 3-й степени получил, будучи уже сержантом, 22 июня 1944 года — этот подвиг описан в документальной повести С. П. Серых «Бессмертный батальон».
25 августа 1944 года за боевые действия на правобережной Украине Кобров был награждён орденом «Красной Звезды».
20 января 1945 года был подписан наградной лист о присвоении И. Ш. Коброву ордена Славы 2-й степени — за форсирование реки Дунай в ночь с 4 на 5 декабря 1944 года. Однако награду за этот подвиг он смог получить только в 2016 году.
Войну окончил за несколько месяцев до победы, будучи отозванным с фронта на учебу. После обучения еще почти тридцать лет служил в армии, выйдя в отставку в звании полковника.
В настоящее время проживает в Латвии. Второй орден Славы И. Ш. Коброву вручил Чрезвычайный и Полномочный Посол России в Латвии Вешняков А. А.
Ислан Ишматович Кобров скончался 29 сентября 2019 года. Будет похоронен 2 октября на кладбище Зандеру в Елгаве

## Награды
- Награждён орденами Славы 3-й и 2-й степеней, двумя орденами Красной Звезды, орденом Отечественной войны и многими медалями.[1]